# Jeruzalemkapel

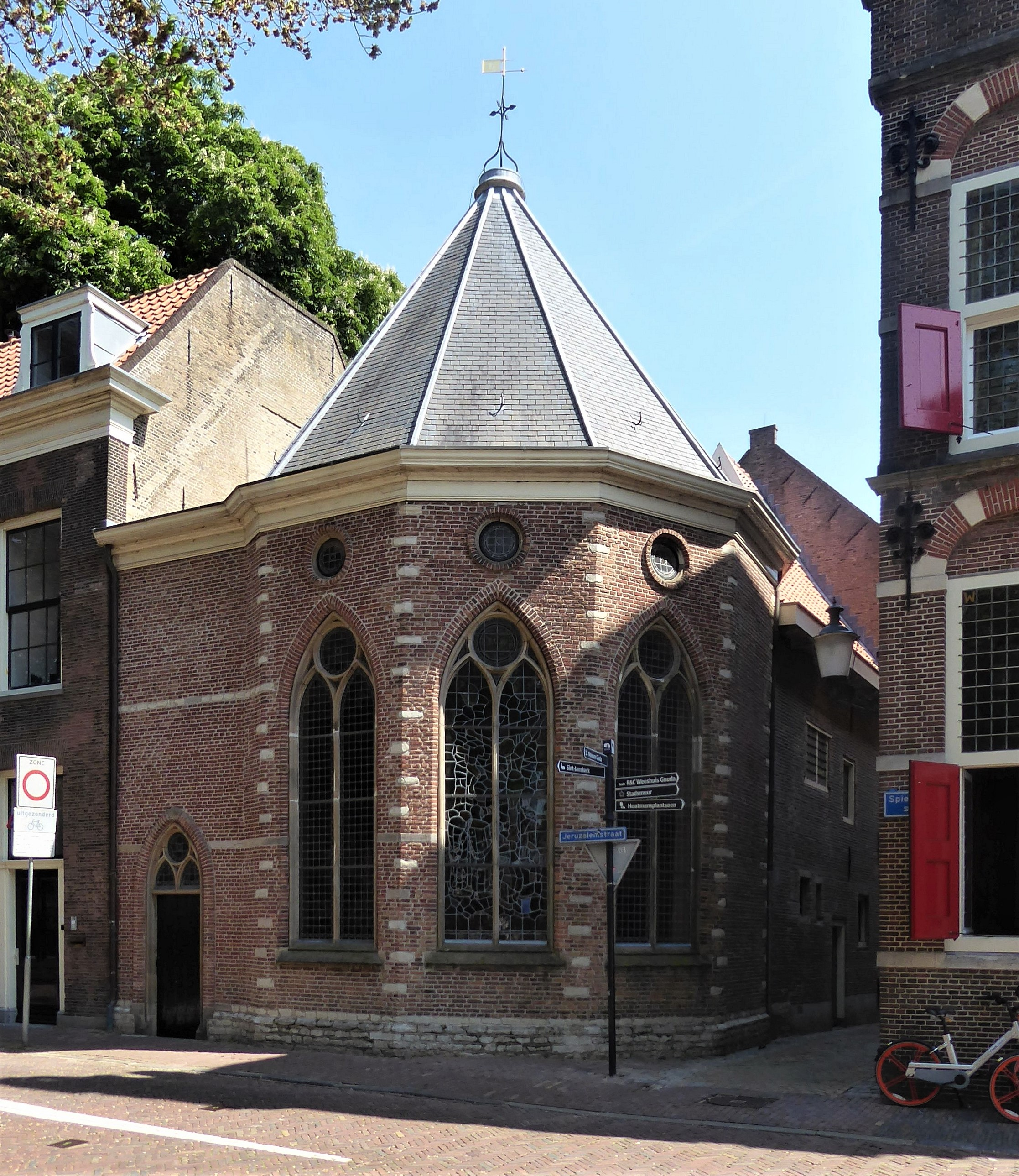
Gouda, Jeruzalemkapel

Die Jeruzalemkapel ist eine profanierte Kapelle in Gouda (Provinz Südholland) in den Niederlanden. Das Bauwerk ist als Rijksmonument eingestuft.

## Geschichte
Der kleine spätgotische Zentralbau wurde um 1500 auf Veranlassung des Priesters Gijsbrecht Willemsz Raet nach dem Vorbild der Jerusalemer Grabeskirche errichtet. Die Kapelle wurde erbaut als zwölfseitiger Saalbau mit Eckblöcken aus Naturstein und großen Spitzbogenfenstern. Den Innenraum überspannt ein Sterngewölbe auf schlanken Wandsäulen. Seit 1598 diente das Gebäude als Kaplanszimmer des Waisenhauses. Die kleinen runden Fenster über den großen gotischen Fenstern wurden um 1860 eingefügt. Die 1998 restaurierte Kapelle dient heute als Ausstellungsraum und für kulturelle Zwecke.
Siehe auch :
Grabeskirche (Nachbildung)